# Achyrolimonia leucocnemis
Achyrolimonia leucocnemis är en tvåvingeart som först beskrevs av Alexander 1956.  Achyrolimonia leucocnemis ingår i släktet Achyrolimonia och familjen småharkrankar. Inga underarter finns listade i Catalogue of Life.